# 江原裕理
江原裕理（日语：／ Ehara Yuri，1997年8月22日—），日本女性配音員、動畫工作者。出身於山口縣。動畫公司ufotable所屬。聲優組合「Guil Drops」隊長。身高157cm。B型血。

## 經歷
早年從應動畫公司ufotable營運的Machi★Asobi CAFE的兼職工作起家。2014年5月，參與Machi★Asobi vol.12發表，由ufotable製作的地區作品《御遍路。～八十八步記～》中擔當主配（角色名：千和）出道。參與的聲優組合「TEAM OHENRO。」(由山下七海、高野麻里佳、江原裕理共3人組成）也於同節目內擔任主題歌的演唱。同年10月8日，首張音樂CD《千二百物語》亮相同時出道。出道後作為Machi★Asobi CAFE的聲優持續聲優活動。2016年4月前往東京，並在Mausu Promotion附屬培訓學校學習聲優演技。其後以動畫工作者的身份參與ufotable製作的電視動畫《情熱傳說 the X》。
2016年後成為ufotable所屬聲優、動畫製作人員。因此也成為ufotable內容事業工作的專屬經理。
2018年在BS富士製作的電視綜藝節目《JAPA-CON Project ANIME GUILD ～飯田里穗的！邁向世界？是認真的！～》中所衍生的聲優偶像組合「Guil Drops」擔任隊長。

## 演出
粗體字表示主要角色。

### 電視動畫
2016年
- 熱情傳奇 the X（2016年—2017年，諾爾敏天族、伊恩）2系列

2019年
- [3]（瑪爾）
- 鬼滅之刃（神崎葵）

2020年
- 小書痴的下剋上：為了成為圖書管理員不擇手段！（孤兒）

2021年
- 鬼滅之刃 遊郭篇（神崎葵）

2022年
2023年
- 鬼滅之刃 刀匠村篇（神崎葵）

2024年
- 鬼滅之刃 柱訓練篇（神崎葵）

### 遊戲
2015年
- （千和）

2017年
- 城姬Quest極（日语：城姫クエスト）（德島城）
- 魔女塔防2（克蘿依）

### 電視節目
- 御遍路。～八十八步記～（日语：おへんろ。）（2014年－2015年，千和[4]）
- ANIME GUILD（日语：アニメギルド）（2017年，旁白）
- agent HaZAP（日语：ジャパコンTV#エージェントHaZAP）（2017年，材料採購官「莉莉」）
- JAPA-CON Project ANIME GUILD ～飯田里穗的！邁向世界？是認真的！～（2018年－[5]）

### 舞台
- Alice in project（日语：アリスインプロジェクト）「[6]」（2017年11月8日—19日，新宿Cofrelio劇院）—飾 艾琳

## 音樂作品

### 角色歌曲
| 發行日期 | 標題       | 名義          | 曲名            | 商業搭配                                     |
| 2019年   | 2019年     | 2019年        | 2019年          | 2019年                                       |
| -------- | ---------- | ------------- | --------------- | -------------------------------------------- |
| 10月8日  | 千二百物語 | TEAM OHENRO。 | 「千二百物語」  | 電視節目《御遍路。～八十八步記～》片頭主題曲 |
| 10月8日  | 千二百物語 | TEAM OHENRO。 | 「。 ～島編～」 | 電視節目《御遍路。～八十八步記～》相關歌曲   |

### 其它參加作品
聲優組合Run Girls, Run！的活動請參照「Guil Drops」 （日語）。

### 其它樂曲
| 發行日期 | 標題   | 名義                        | 曲名       | 備註                     |
| 2015年   | 2015年 | 2015年                      | 2015年     | 2015年                   |
| -------- | ------ | --------------------------- | ---------- | ------------------------ |
| 5月3日   | 君物語 | Machi★Asobi CAFE Cast一期生 | 「君物語」 | Machi★Asobi CAFE相關歌曲 |

## 動畫參加作品
- 熱情傳奇 the X（2016年—2017年，製作協力（製作進行補佐）、攝影協力）
- 活擊 刀劍亂舞（2017年，製作協力、攝影協力）
- 劇場版 Fate/stay night ［Heaven's Feel］ 第一章 presage flower（2017年，製作協力、製作委員會參與）
- 劇場版 Fate/stay night ［Heaven's Feel］ 第二章 lost butterfly（2019年，製作協力、製作委員會參與）
- 劇場版 Fate/stay night ［Heaven's Feel］ 第三章 spring song（2020年，製作協力、製作委員會參與）

## 腳註

## 外部連結
- 江原裕理的X（前Twitter） （日語）
- （日語）－江原裕理的官方個人部落格（2016年5月1日－）。
- （日語）－作品相關周邊商品與活動官網。